# 國立清華大學文物館
國立清華大學文物館，簡稱清大文物館，為隸屬於國立清華大學之近代史博物館，於2024年10月落成。清大文物館位於教育學院大樓對面，結合原本的仙宮聚落遺留此地的三合院。完工啟用前的籌備處會在旺宏館展間展覽文物。

## 歷史
- 2008年，國立清華大學中文系教授楊儒賓與方聖平夫妻，捐獻千餘件東亞儒學相關文物書籍予清大[4]。
- 2014年，國立清華大學文物館籌備處成立[5]。
- 2019年，楊儒賓與方聖平教授捐獻兩千餘件1949年中華民國政府遷台歷史文物予文物館[1]，同年文物館籌備處與何創時書法藝術基金會合作，於臺北市中山堂展出「回到1949：中華民國渡海七十週年紀念文物展」[6]。
- 2020年，文物館館舍定於清大南校區建造[7]。
- 2024年10月，清大舉行「捷英文物館」落成典禮，建築師為黃聲遠。典藏文物來自於清大哲學所特聘講座教授、中研院院士楊儒賓夫妻捐贈的四千餘件東亞近代文物。文物館由台積電文教基金會董事長曾繁城捐款興建，曾繁城為紀念其父母曾捷、黃月英，故將文物館命名為「捷英館」。文物館建築呈現ㄇ字形，舊三合院坐落於文物館東側。清大文物館為新竹第一座國際級文物館。[8][9]

## 外部連結
- 國立清華大學文物館（页面存档备份，存于）
- 國立清華大學文物館的Facebook專頁